# 文卡亚·奈杜

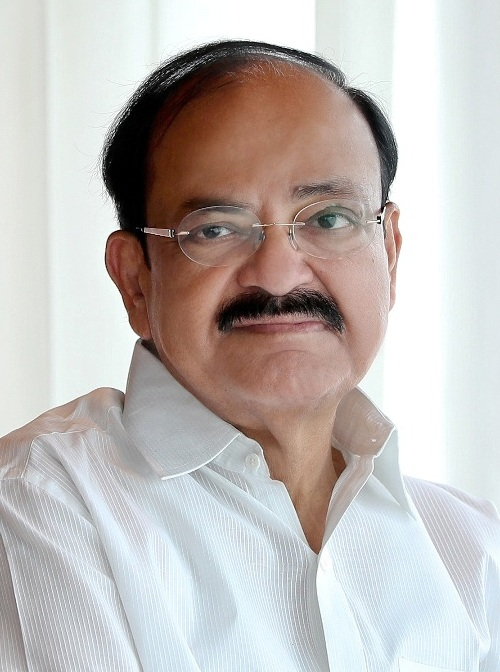

穆帕瓦拉普·文卡亚·奈杜（1949年7月1日—），是印度第13任副總統。曾擔任印度人民黨主席、印度城市发展部長。於2017年8月11日宣誓就任印度副總統。2020年9月29日，奈杜在严重急性呼吸系统综合征冠状病毒2检测呈阳性。